# Fuente Obejuna
Fuente Obejuna é um município da Espanha na província de Córdova, comunidade autónoma da Andaluzia. Tem 591,43 km² de área e em 2021 tinha 4 505 habitantes (densidade: 7,6 hab./km²).

## Demografia
| Variação demográfica do município entre 1991 e 2004 | Variação demográfica do município entre 1991 e 2004 | Variação demográfica do município entre 1991 e 2004 | Variação demográfica do município entre 1991 e 2004 |
| --------------------------------------------------- | --------------------------------------------------- | --------------------------------------------------- | --------------------------------------------------- |
| 1991                                                | 1996                                                | 2001                                                | 2004                                                |
| 6322                                                | 6243                                                | 5715                                                | 5530                                                |